# Sādval
Sādval (persiska: سادول) är en ort i Iran.   Den ligger i provinsen Kermanshah, i den nordvästra delen av landet, 400 km väster om huvudstaden Teheran. Sādval ligger 1 786 meter över havet och antalet invånare är 138.
Terrängen runt Sādval är kuperad. Runt Sādval är det ganska tätbefolkat, med 60 invånare per kvadratkilometer. Närmaste större samhälle är Karam Bast, 5,0 km söder om Sādval. Trakten runt Sādval består i huvudsak av gräsmarker.